# Митинская (посёлок, Московская область)
Ми́тинская — посёлок в Шатурском муниципальном районе Московской области. Входит в состав городского поселения Шатура. Население — 136 чел. (2010).

## Название
В письменных источниках деревня упоминается как Митинская.
Название происходит от Митя — разговорной формы имени Дмитрий.

## География
Деревня Митинская расположена в северо-западной части Шатурского района, расстояние до МКАД порядка 118 км. Высота над уровнем моря 130 м.

## История
Впервые упоминается в писцовой Владимирской книге В. Кропоткина 1637—1648 гг. как деревня Митинская стана Сенег Владимирского уезда. Деревня относилась к категории патриарших земель.
До отмены крепостного права деревня принадлежала государству.
После отмены крепостного права деревня вошла в состав Петровской волости.
После Октябрьской революции 1917 года был образован Митинский сельсовет, в который вошла деревня Митинская. В 1923 году сельсовет находился в составе Красновской волости Егорьевского уезда Московской губернии.
В 1925 году Митинский сельсовет был упразднён, а деревня Митинская вошла в состав Петровского сельсовета, но уже в 1926 году Митинский сельсовет был восстановлен.
В ходе реформы административно-территориального деления СССР в 1929 году Митинский сельсовет с деревней Митинской включён в Петровский сельсовет, который вошёл в состав Шатурского района Орехово-Зуевского округа Московской области.
В 1933 году восстановленный Митинский сельсовет с деревней Митинской вошёл в состав Шатурской пригородной зоны. В 1951 году сельсовет упразднён, а деревня Митинская передана в Петровский сельсовет.
Постановлением Губернатора Московской области от 25 декабря 2018 года № 672-ПГ категория населённого пункта изменена с «деревня» на «посёлок».

## Население
| 1859 | 1868 | 1885 | 1905 | 1926 | 1931  |
| ---- | ---- | ---- | ---- | ---- | ----- |
| 438  | ↗453 | ↗582 | ↗744 | ↗748 | ↗1214 |
| 1970 | 1993 | 2002 | 2006 | 2010 |       |
| ↘313 | ↘116 | ↘114 | ↘46  | ↗136 |       |